# لوپه فیاسکو
واسالو محمد جیکو (Wasalu Muhammad Jaco) معروف به لوپه فیاسکو (Lupe Fiasco) متولد شانزدهم فوریه ۱۹۸۲ خواننده رپ آمریکاییست.
او در جام جهانی فوتبال ۲۰۱۴ برزیل مسئول هماهنگسازی و ساخت و جمع‌آوری ترانه برای پخش در مسابقات تیم ملی فوتبال مردان امریکا بود.

## خانواده
لو‍‍په فیاسکو کوچکترین فرزند خانوادهٔ دوازده نفرهٔ جاکو است. پدر او دهل‌زنی افریقایی و مربی کاراتهٔ موفقی بود و مادرش آشپزی خوراک‌شناس و ماهر. فیاسکو با خانوادهٔ مسلمان خود در شیکاگویی رشد یافت که رپرهای معروفی چون Common, Rhymefest, Kanye West, Twista را به دنیای هیپ هاپ معرفی کرده‌است. او اولین بار در کلاس هشتم به شکل تفریحی شروع به رپ خوانی نمود ولی ابتدا از ۱۷ ساله گی بود که به‌طور منظم و جدی به رپ پرداخت.

## شروع کار با لیبل Epic و Arista Records
او در سن ۱۸ ساله گی همراه با گروه چهار نفرهٔ خود با نام Da Park اولین قرارداد رسمی را با لیبل Epic امضا نمود. اما از آنجایی که اولین سینگل آن‌ها نتوانست توجه‌ها را به خود جلب کرده و موفقیتی به همراه آورد، گروه به فعالیت خود ادامه نداد.

## پیوند
- لوپه فیساکو: وبگاه رسمی